# Podještědské muzeum
Podještědské muzeum je regionální muzeum sídlící v budově Blaschkovy vily v ulici Svobody čp. 31 v Českém Dubu v okrese Liberec.
Muzeum založila v roce 1919 skupina okolo učitele Václava Havla jako Podještědské muzeum Karoliny Světlé. Havel pro muzeum získal kromě národopisných a historických sbírek i literární pozůstalost spisovatelky Karoliny Světlé. Od roku 1993 muzeum spravuje románsko-gotický klášter johanitů včetně od roku 2001 zpřístupněné románské kaple svatého Jana Křtitele. Část sbírek se věnuje i tvorbě českodubského rodáka, malíře Petra Dillingera (1899–1954).
Od roku 1945 sídlí Podještědské muzeum v novorenesanční Blaschkově vile, tu nechal v letech 1880–1881 postavit textilní průmyslník Franz Schmitt pro svou dceru a jejího manžela Konráda Blaschky. Secesní hala vznikla při přestavbě v roce 1906 podle projektu německého architekta Wilhelma Klingeberga.

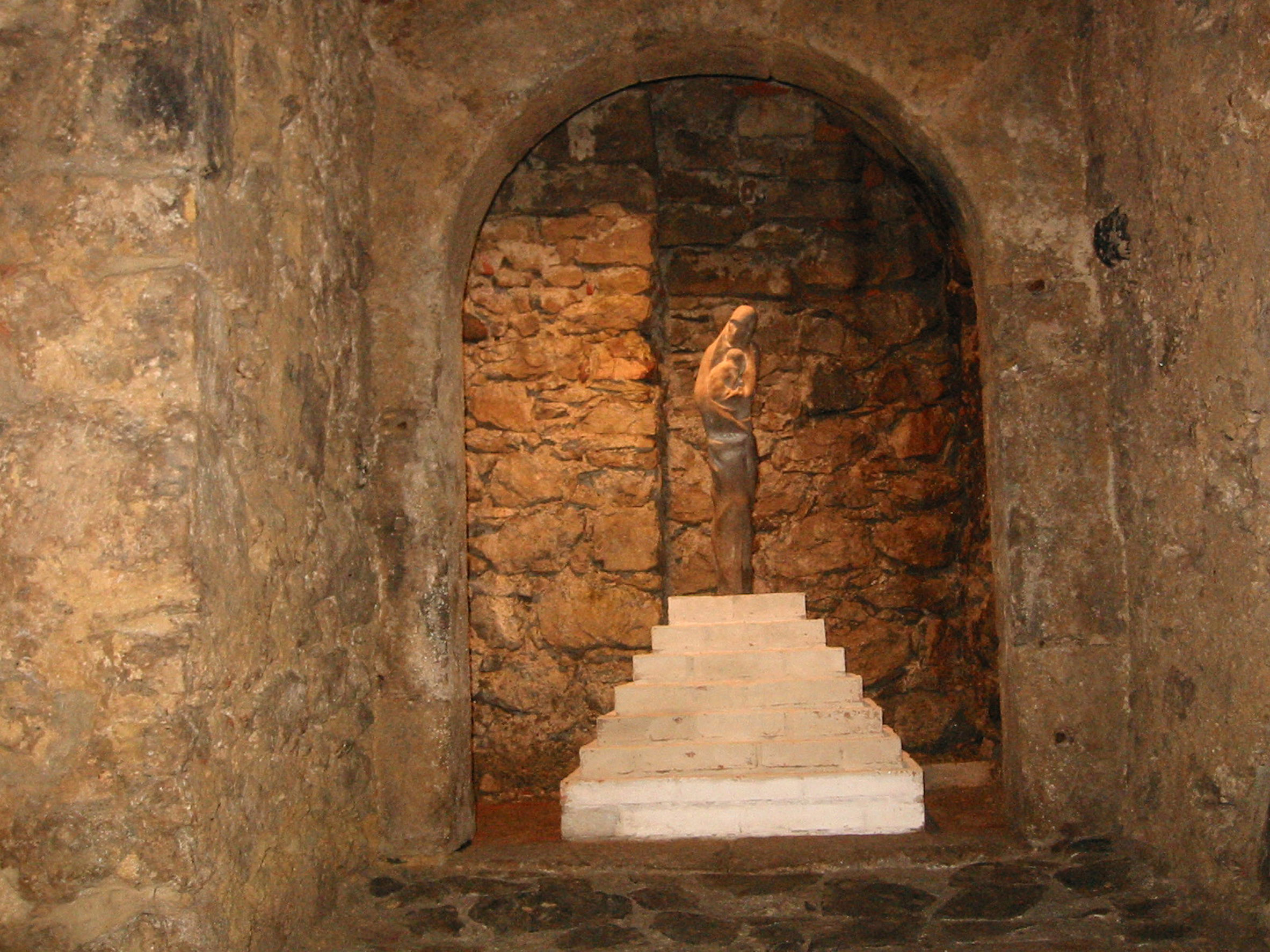
Prostory johanitské komendy
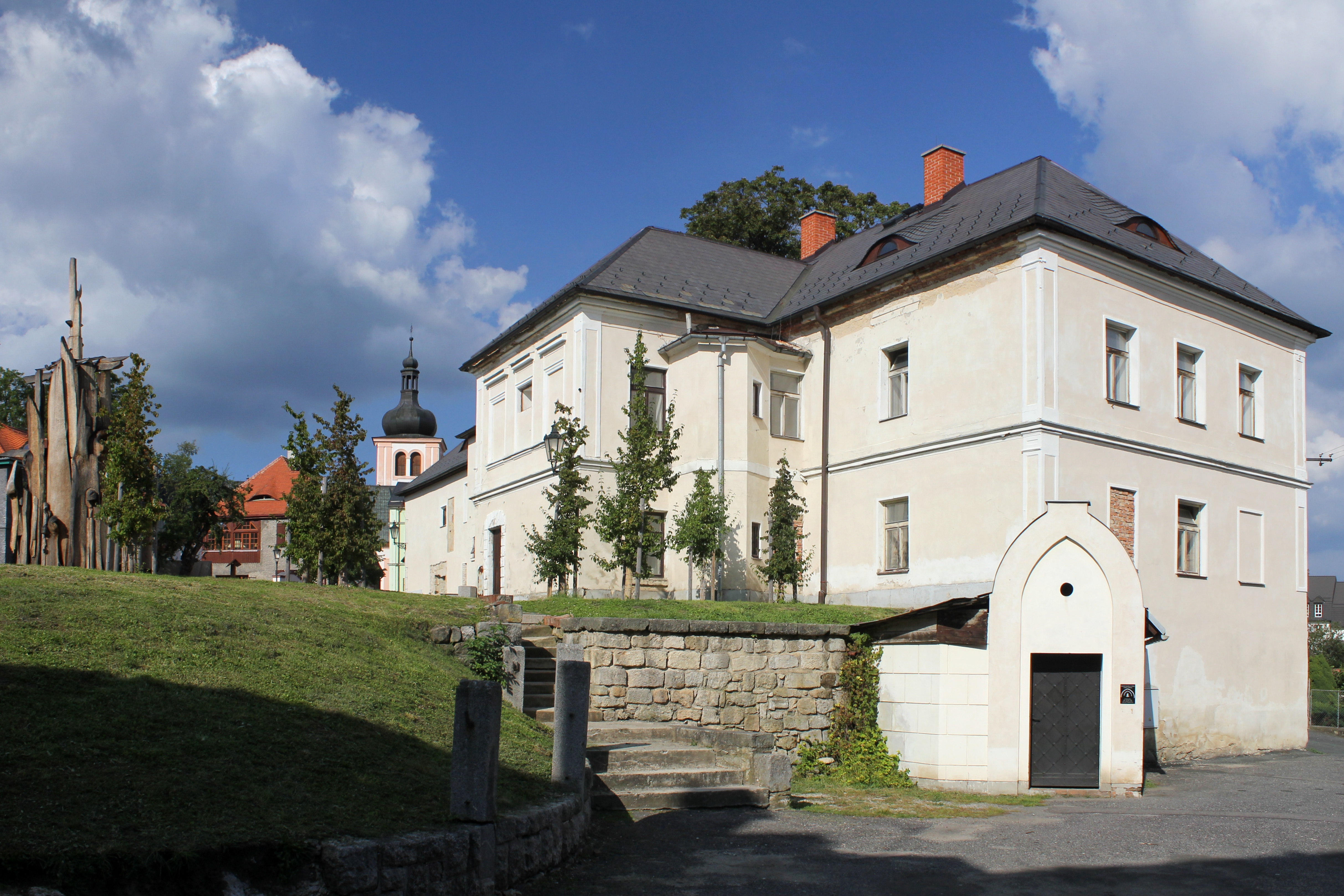
Nádvoří nad johanitskou komendou (Rajský dvůr)
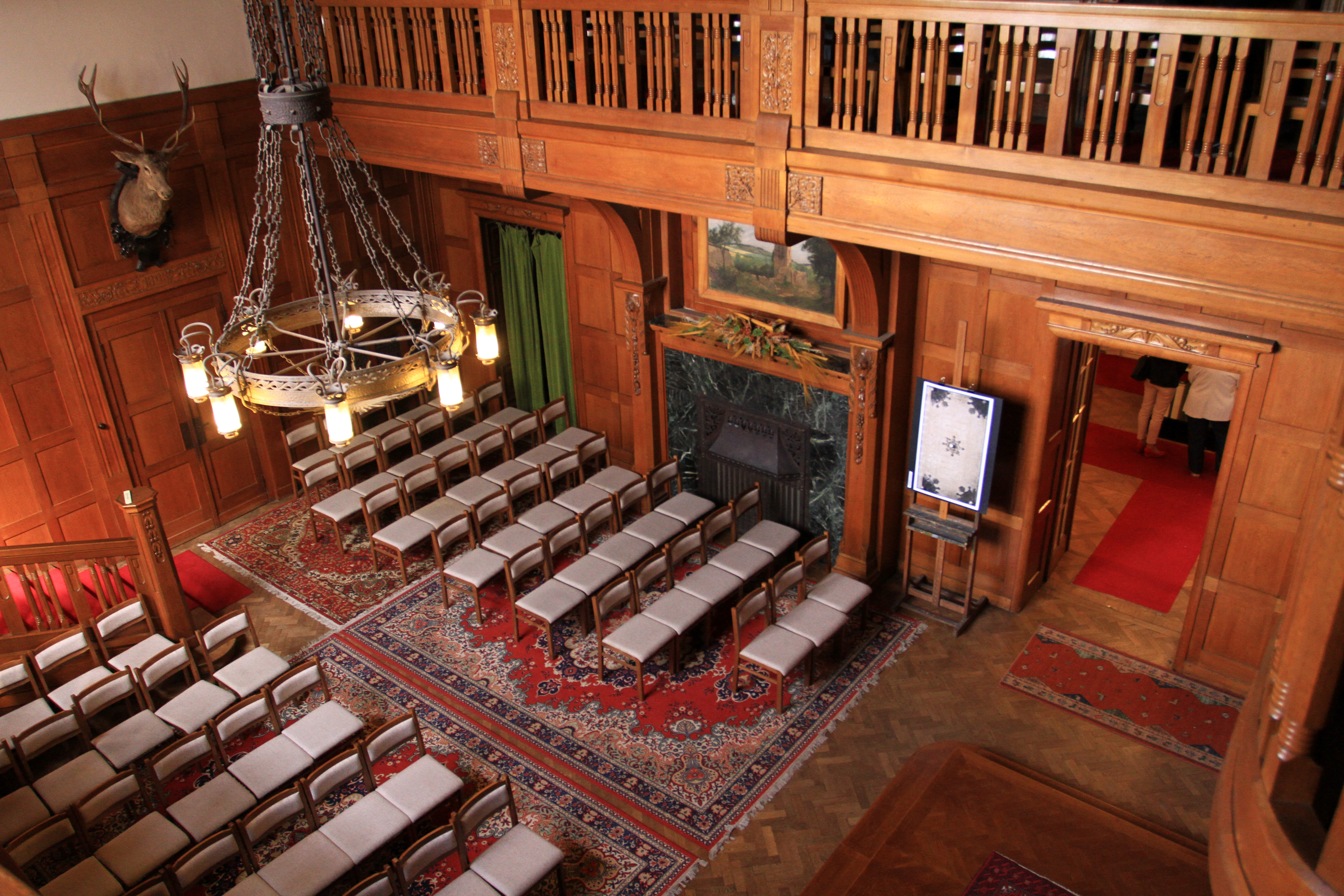
Vila Blaschkova – Podještědské muzeum